# Camilo Luzuriaga
Camilo Luzuriaga (Loja, Ecuador; 1953) es un escritor, productor y director de cine ecuatoriano. Es hermano del compositor ecuatoriano Diego Luzuriaga.

## Carrera
Fue actor y profesor de fotografía en la Universidad Central del Ecuador y la Pontificia Universidad Católica del Ecuador.
Realizó su primera pieza cinematográfica en 1977, el cortometraje documental Tierra cañari, con el que ganó el primer lugar en el Concurso Nacional de Cortometrajes de Quito. En 1982 realizó el cortometraje Chacón maravilla obteniendo un primer premio en la categoría de cine infantil del Festival de Tampere, Finlandia. Con el mediometraje Los mangles se van realizado en 1984, ganó el Premio a la Mejor película educativa del Festival del Nuevo Cine Latinoamericano de La Habana.
En 1990 realiza su primer largometraje llamado La Tigra, obteniendo el Premio a la Mejor Película y Mejor Ópera Prima del Festival Internacional de Cine de Cartagena de Indias.
Realizó su segundo largometraje basado en la novela del escritor ecuatoriano Jorge Enrique Adoum en 1996, Entre Marx y una mujer desnuda, donde logró, en el Festival de La Habana obtener el Premio Coral a la Mejor Dirección Artística, y en el Festival de Cine Latinoamericano de Trieste, Italia ganó como Mejor Guion y Mejor Banda Sonora.
En 2004 fue parte de la película Crónicas de Sebastián Cordero, donde interpretó al capitán Rojas. También realizó la película Cara o cruz y en 2005 la película Mientras llega el día.
En la actualidad es Director de INCINE, instituto de realización y actuación de Quito donde los jóvenes estudiantes pueden «estudiar cine haciendo cine» (este es lema del instituto). Muchos de los estudiantes que cursaron estudios en este instituto han hecho ya producciones de cine, con la más conocida de ellas siendo Los canallas.

## Filmografía
- Tierra cañari
- Chacón maravilla
- Los mangles se van
- La Tigra (1990)
- Entre Marx y una mujer desnuda (1996)
- 1809-1810: mientras llega el día (2004)
- Crónicas (2004)
- Cara o cruz
- Los canallas (2009)